# Gran Premio di superbike di Misano Adriatico 2007
Il Gran Premio di superbike di Misano Adriatico 2007 è stato l'ottava prova su tredici del campionato mondiale Superbike 2007, disputato il 17 giugno sul circuito di Misano, in gara 1 ha visto la vittoria di Troy Bayliss davanti a Troy Corser e Yukio Kagayama, lo stesso pilota si è ripetuto anche in gara 2, davanti a Noriyuki Haga e Max Biaggi.
La vittoria nella gara valevole per il campionato mondiale Supersport 2007, disputata in due parti e il cui risultato è per somma di tempi, è stata ottenuta da Anthony West, mentre la gara della Superstock 1000 FIM Cup viene vinta da Matteo Baiocco e quella del campionato Europeo della classe Superstock 600 da Maxime Berger.

## Risultati

### Gara 1

#### Arrivati al traguardo[6]
| Pos. | Nº  | Pilota           | Squadra                     | Motocicletta        | Giri | Tempo     | Griglia | Punti |
| ---- | --- | ---------------- | --------------------------- | ------------------- | ---- | --------- | ------- | ----- |
| 1º   | 21  | Troy Bayliss     | Ducati Xerox                | Ducati 999 F07      | 24   | 38:52.856 | 2º      | 25    |
| 2º   | 11  | Troy Corser      | Yamaha Motor Italia         | Yamaha YZF-R1       | 24   | +0:02.374 | 1º      | 20    |
| 3º   | 71  | Yukio Kagayama   | Alstare Suzuki Corona Extra | Suzuki GSX-R1000 K7 | 24   | +0:08.965 | 8º      | 16    |
| 4º   | 52  | James Toseland   | Hannspree Ten Kate Honda    | Honda CBR1000RR     | 24   | +0:11.110 | 4º      | 13    |
| 5º   | 44  | Roberto Rolfo    | Hannspree Ten Kate Honda    | Honda CBR1000RR     | 24   | +0:18.709 | 9º      | 11    |
| 6º   | 57  | Lorenzo Lanzi    | Ducati Xerox                | Ducati 999 F07      | 24   | +0:20.467 | 6º      | 10    |
| 7º   | 55  | Régis Laconi     | Kawasaki PSG-1 Corse        | Kawasaki ZX-10R     | 24   | +0:22.072 | 11º     | 9     |
| 8º   | 111 | Rubén Xaus       | Team Sterilgarda            | Ducati 999 F06      | 24   | +0:25.424 | 7º      | 8     |
| 9º   | 76  | Max Neukirchner  | Suzuki Germany              | Suzuki GSX-R1000 K6 | 24   | +0:30.891 | 10º     | 7     |
| 10º  | 96  | Jakub Smrž       | Caracchi Ducati SC          | Ducati 999 F05      | 24   | +0:37.724 | 16º     | 6     |
| 11º  | 20  | Marco Borciani   | Team Sterilgarda            | Ducati 999 F06      | 24   | +0:44.898 | 13º     | 5     |
| 12º  | 92  | Mauro Sanchini   | Kawasaki PSG-1 Corse        | Kawasaki ZX-10R     | 24   | +1:01.538 | 17º     | 4     |
| 13º  | 22  | Luca Morelli     | D.F.X. Corse                | Honda CBR1000RR     | 24   | +1:37.781 | 19º     | 3     |
| 14º  | 42  | Dean Ellison     | Team Pedercini              | Ducati 999RS        | 23   | +1 giro   | 22º     | 2     |
| 15º  | 73  | Christian Zaiser | LBR Racing                  | MV Agusta F4 312 R  | 23   | +1 giro   | 21º     | 1     |

#### Ritirati
| Nº | Pilota             | Squadra                     | Motocicletta        | Giri | Griglia |
| -- | ------------------ | --------------------------- | ------------------- | ---- | ------- |
| 41 | Noriyuki Haga      | Yamaha Motor Italia         | Yamaha YZF-R1       | 21   | 3º      |
| 3  | Max Biaggi         | Alstare Suzuki Corona Extra | Suzuki GSX-R1000 K7 | 21   | 5º      |
| 10 | Fonsi Nieto        | Kawasaki PSG-1 Corse        | Kawasaki ZX-10R     | 14   | 15º     |
| 34 | Luca Conforti      | Emmebi Team                 | Honda CBR1000RR     | 10   | 18º     |
| 38 | Shin'ichi Nakatomi | Yamaha YZF                  | Yamaha YZF-R1       | 6    | 14º     |
| 53 | Alessandro Polita  | Celani Team Suzuki Italia   | Suzuki GSX-R1000 K6 | 5    | 20º     |
| 84 | Michel Fabrizio    | D.F.X. Corse                | Honda CBR1000RR     | 4    | 12º     |

### Gara 2

#### Arrivati al traguardo[7]
| Pos. | Nº  | Pilota             | Squadra                     | Motocicletta        | Giri | Tempo     | Griglia | Punti |
| ---- | --- | ------------------ | --------------------------- | ------------------- | ---- | --------- | ------- | ----- |
| 1º   | 21  | Troy Bayliss       | Ducati Xerox                | Ducati 999 F07      | 24   | 38:43.506 | 2º      | 25    |
| 2º   | 41  | Noriyuki Haga      | Yamaha Motor Italia         | Yamaha YZF-R1       | 24   | +0:02.537 | 3º      | 20    |
| 3º   | 3   | Max Biaggi         | Alstare Suzuki Corona Extra | Suzuki GSX-R1000 K7 | 24   | +0:06.386 | 5º      | 16    |
| 4º   | 71  | Yukio Kagayama     | Alstare Suzuki Corona Extra | Suzuki GSX-R1000 K7 | 24   | +0:08.905 | 8º      | 13    |
| 5º   | 11  | Troy Corser        | Yamaha Motor Italia         | Yamaha YZF-R1       | 24   | +0:09.130 | 1º      | 11    |
| 6º   | 52  | James Toseland     | Hannspree Ten Kate Honda    | Honda CBR1000RR     | 24   | +0:13.967 | 4º      | 10    |
| 7º   | 111 | Rubén Xaus         | Team Sterilgarda            | Ducati 999 F06      | 24   | +0:16.708 | 7º      | 9     |
| 8º   | 44  | Roberto Rolfo      | Hannspree Ten Kate Honda    | Honda CBR1000RR     | 24   | +0:16.781 | 9º      | 8     |
| 9º   | 57  | Lorenzo Lanzi      | Ducati Xerox                | Ducati 999 F07      | 24   | +0:17.312 | 6º      | 7     |
| 10º  | 76  | Max Neukirchner    | Suzuki Germany              | Suzuki GSX-R1000 K6 | 24   | +0:33.065 | 10º     | 6     |
| 11º  | 55  | Régis Laconi       | Kawasaki PSG-1 Corse        | Kawasaki ZX-10R     | 24   | +0:33.605 | 11º     | 5     |
| 12º  | 10  | Fonsi Nieto        | Kawasaki PSG-1 Corse        | Kawasaki ZX-10R     | 24   | +0:41.251 | 15º     | 4     |
| 13º  | 96  | Jakub Smrž         | Caracchi Ducati SC          | Ducati 999 F05      | 24   | +0:42.723 | 16º     | 3     |
| 14º  | 38  | Shin'ichi Nakatomi | Yamaha YZF                  | Yamaha YZF-R1       | 24   | +0:56.644 | 14º     | 2     |
| 15º  | 92  | Mauro Sanchini     | Kawasaki PSG-1 Corse        | Kawasaki ZX-10R     | 24   | +1:00.739 | 17º     | 1     |
| 16º  | 34  | Luca Conforti      | Emmebi Team                 | Honda CBR1000RR     | 24   | +1:16.641 | 18º     |       |
| 17º  | 53  | Alessandro Polita  | Celani Team Suzuki Italia   | Suzuki GSX-R1000 K6 | 24   | +1:17.714 | 20º     |       |
| 18º  | 22  | Luca Morelli       | D.F.X. Corse                | Honda CBR1000RR     | 24   | +1:34.886 | 19º     |       |
| 19º  | 42  | Dean Ellison       | Team Pedercini              | Ducati 999RS        | 23   | +1 giro   | 22º     |       |

#### Ritirati
| Nº | Pilota           | Squadra          | Motocicletta       | Giri | Griglia |
| -- | ---------------- | ---------------- | ------------------ | ---- | ------- |
| 20 | Marco Borciani   | Team Sterilgarda | Ducati 999 F06     | 15   | 13º     |
| 73 | Christian Zaiser | LBR Racing       | MV Agusta F4 312 R | 11   | 21º     |
| 84 | Michel Fabrizio  | D.F.X. Corse     | Honda CBR1000RR    | 2    | 12º     |

### Supersport

#### Arrivati al traguardo
| Pos. | Nº  | Pilota                | Squadra                       | Motocicletta    | Giri | Tempo     | Griglia | Punti |
| ---- | --- | --------------------- | ----------------------------- | --------------- | ---- | --------- | ------- | ----- |
| 1º   | 14  | Anthony West          | Yamaha World SSP Racing       | Yamaha YZF-R6   | 22   | 36'47.866 | 2º      | 25    |
| 2º   | 23  | Broc Parkes           | Yamaha World SSP Racing       | Yamaha YZF-R6   | 22   | +4.197    | 1º      | 20    |
| 3º   | 54  | Kenan Sofuoğlu        | Hannspree Ten Kate Honda      | Honda CBR600RR  | 22   | +4.340    | 4º      | 16    |
| 4º   | 55  | Massimo Roccoli       | Yamaha Lorenzini by Leoni     | Yamaha YZF-R6   | 22   | +15.123   | 10º     | 13    |
| 5º   | 127 | Robbin Harms          | Stiggy Motorsport Honda       | Honda CBR600RR  | 22   | +18.429   | 11º     | 11    |
| 6º   | 116 | Simone Sanna          | Racing Team Parkalgar         | Honda CBR600RR  | 22   | +18.741   | 6º      | 10    |
| 7º   | 12  | Javier Forés          | HP Racing                     | Honda CBR600RR  | 22   | +18.915   | 16º     | 9     |
| 8º   | 21  | Katsuaki Fujiwara     | Althea Honda                  | Honda CBR600RR  | 22   | +25.082   | 7º      | 8     |
| 9º   | 45  | Gianluca Vizziello    | RG Team                       | Yamaha YZF-R6   | 22   | +30.240   | 12º     | 7     |
| 10º  | 16  | Sébastien Charpentier | Hannspree Ten Kate Honda      | Honda CBR600RR  | 22   | +31.633   | 9º      | 6     |
| 11º  | 32  | Yoann Tiberio         | Stiggy Motorsport Honda       | Honda CBR600RR  | 22   | +32.743   | 13º     | 5     |
| 12º  | 81  | Matthieu Lagrive      | Intermoto Czech               | Honda CBR600RR  | 22   | +33.093   | 18º     | 4     |
| 13º  | 77  | Barry Veneman         | Pioneer Hoegee Suzuki Racing  | Suzuki GSX-R600 | 22   | +33.592   | 21º     | 3     |
| 14º  | 194 | Sébastien Gimbert     | Yamaha - GMT 94               | Yamaha YZF-R6   | 22   | +35.678   | 24º     | 2     |
| 15º  | 35  | Gilles Boccolini      | PMS Kawasaki Supported        | Kawasaki ZX-6R  | 22   | +37.193   | 22º     | 1     |
| 16º  | 4   | Lorenzo Alfonsi       | Althea Honda                  | Honda CBR600RR  | 22   | +39.207   | 19º     |       |
| 17º  | 26  | Joan Lascorz          | Glaner Motocard.com           | Honda CBR600RR  | 22   | +45.219   | 20º     |       |
| 18º  | 38  | Grégory Leblanc       | Vazy Racing                   | Honda CBR600RR  | 22   | +58.490   | 28º     |       |
| 19º  | 80  | Alessandro Brannetti  | WCR Bike Service by Temerario | Yamaha YZF-R6   | 22   | +58.661   | 29º     |       |
| 20º  | 60  | Vladimir Ivanov       | Vector Racing                 | Yamaha YZF-R6   | 22   | +58.915   | 25º     |       |
| 21º  | 17  | Miguel Praia          | Racing Team Parkalgar         | Honda CBR600RR  | 22   | +59.837   | 30º     |       |
| 22º  | 169 | Julien Enjolras       | Tati Team Beaujolais Racing   | Yamaha YZF-R6   | 22   | +1'15.406 | 34º     |       |
| 23º  | 196 | Sascha Hommel         | Benjan Motoren                | Honda CBR600RR  | 22   | +1'32.624 | 33º     |       |
| 24º  | 39  | David Forner          | Yamaha Spain                  | Yamaha YZF-R6   | 22   | +1'55.185 | 36º     |       |
| 25º  | 88  | Gergo Talmacsi        | Vector Racing                 | Yamaha YZF-R6   | 21   | +1 giro   | 37º     |       |

#### Ritirati
| Nº  | Pilota             | Squadra                      | Motocicletta    | Giri | Griglia |
| --- | ------------------ | ---------------------------- | --------------- | ---- | ------- |
| 34  | Davide Giugliano   | Lightspeed Kawasaki Supp.    | Kawasaki ZX-6R  | 17   | 17º     |
| 37  | William De Angelis | Intermoto Czech              | Honda CBR600RR  | 16   | 27º     |
| 94  | David Checa        | Yamaha - GMT 94              | Yamaha YZF-R6   | 10   | 26º     |
| 73  | Yves Polzer        | LBR Racing                   | Ducati 749R     | 8    | 31º     |
| 7   | Pere Riba          | Gil Motor Sport              | Kawasaki ZX-6R  | 7    | 8º      |
| 46  | Jesco Günther      | CRS Grand Prix               | Honda CBR600RR  | 7    | 32º     |
| 31  | Vesa Kallio        | Pioneer Hoegee Suzuki Racing | Suzuki GSX-R600 | 6    | 23º     |
| 44  | David Salom        | Yamaha Spain                 | Yamaha YZF-R6   | 4    | 14º     |
| 112 | Stefano Cruciani   | Improve Racing               | Honda CBR600RR  | 4    | 15º     |
| 100 | Alessio Brugnoni   | Caracchi Ducati SC           | Ducati 749R     | 4    | 35º     |
| 18  | Craig Jones        | Revè Ekerold Honda Racing    | Honda CBR600RR  | 3    | 5º      |
| 9   | Fabien Foret       | Gil Motor Sport              | Kawasaki ZX-6R  | 3    | 3º      |

### Superstock 1000

#### Arrivati al traguardo
| Pos. | Nº  | Pilota             | Squadra                     | Motocicletta        | Giri | Tempo     | Griglia | Punti |
| ---- | --- | ------------------ | --------------------------- | ------------------- | ---- | --------- | ------- | ----- |
| 1º   | 15  | Matteo Baiocco     | Umbria Bike                 | Yamaha YZF-R1       | 9    | 15'06.692 | 1º      | 25    |
| 2º   | 19  | Xavier Siméon      | Alstare Suzuki Corona Extra | Suzuki GSX-R1000 K6 | 9    | +0.581    | 2º      | 20    |
| 3º   | 57  | Ilario Dionisi     | Cruciani Moto Suzuki Italia | Suzuki GSX-R1000 K7 | 9    | +10.969   | 6º      | 16    |
| 4º   | 71  | Claudio Corti      | Yamaha Team Italia          | Yamaha YZF-R1       | 9    | +12.790   | 9º      | 13    |
| 5º   | 59  | Niccolò Canepa     | Ducati Xerox Junior         | Ducati 1098S        | 9    | +13.188   | 10º     | 11    |
| 6º   | 32  | Sheridan Morais    | Team Pedercini              | Ducati 1098S        | 9    | +13.527   | 18º     | 10    |
| 7º   | 3   | Mark Aitchison     | Celani Team Suzuki Italia   | Suzuki GSX-R1000 K6 | 9    | +14.415   | 7º      | 9     |
| 8º   | 56  | Daniel Sutter      | Peko Racing                 | Yamaha YZF-R1       | 9    | +17.010   | 13º     | 8     |
| 9º   | 44  | René Mähr          | Vd Heyden Motors Yamaha     | Yamaha YZF-R1       | 9    | +17.015   | 12º     | 7     |
| 10º  | 155 | Brendan Roberts    | Ducati Xerox Junior         | Ducati 1098S        | 9    | +18.154   | 14º     | 6     |
| 11º  | 49  | Arne Tode          | Racing Dirk Van Mol         | Honda CBR1000RR     | 9    | +19.638   | 8º      | 5     |
| 12º  | 42  | Leonardo Biliotti  | Revolution - UnionBike      | MV Agusta F4 312 R  | 9    | +23.353   | 11º     | 4     |
| 13º  | 51  | Michele Pirro      | Yamaha Team Italia          | Yamaha YZF-R1       | 9    | +23.435   | 19º     | 3     |
| 14º  | 96  | Matěj Smrž         | MS Racing                   | Honda CBR1000RR     | 9    | +28.126   | 20º     | 2     |
| 15º  | 55  | Olivier Depoorter  | Zone Rouge                  | Yamaha YZF-R1       | 9    | +30.456   | 29º     | 1     |
| 16º  | 33  | Marko Rohtlaan     | Azione Corse                | Honda CBR1000RR     | 9    | +31.975   | 23º     |       |
| 17º  | 16  | Raymond Schouten   | Vd Heyden Motors Yamaha     | Yamaha YZF-R1       | 9    | +32.357   | 22º     |       |
| 18º  | 10  | Franck Millet      | Biassono Racing             | MV Agusta F4 312 R  | 9    | +36.254   | 26º     |       |
| 19º  | 23  | Cedric Tangre      | DBR Racing                  | Yamaha YZF-R1       | 9    | +37.236   | 17º     |       |
| 20º  | 11  | Denis Sacchetti    | UnionBike Gimotorsport      | MV Agusta F4 312 R  | 9    | +37.699   | 21º     |       |
| 21º  | 43  | Enrico Sirch       | Emmebi                      | Honda CBR1000RR     | 9    | +39.435   | 16º     |       |
| 22º  | 21  | Wim van den Broeck | Zone Rouge                  | Yamaha YZF-R1       | 9    | +40.992   | 33º     |       |
| 23º  | 88  | Timo Gieseler      | MGM Racing Performance      | Yamaha YZF-R1       | 9    | +42.128   | 24º     |       |
| 24º  | 18  | Matt Bond          | Mist Suzuki                 | Suzuki GSX-R1000 K6 | 9    | +42.188   | 28º     |       |
| 25º  | 25  | Dario Giuseppetti  | MGM Racing Performance      | Yamaha YZF-R1       | 9    | +43.525   | 27º     |       |
| 26º  | 24  | Marko Jerman       | DBR Racing                  | Yamaha YZF-R1       | 9    | +44.298   | 30º     |       |
| 27º  | 92  | Ronald ter Braake  | EAB Ten Kate Honda          | Honda CBR1000RR     | 9    | +45.888   | 25º     |       |
| 28º  | 134 | Greg Gildenhuys    | Team Pedercini              | Ducati 1098S        | 9    | +49.535   | 38º     |       |
| 29º  | 34  | Balázs Németh      | Full-Gas Racing             | Suzuki GSX-R1000 K6 | 9    | +51.331   | 34º     |       |
| 30º  | 13  | Viktor Kispataki   | Full-Gas Racing             | Suzuki GSX-R1000 K6 | 9    | +52.282   | 36º     |       |
| 31º  | 37  | Raffaele Filice    | Celani Team Suzuki Italia   | Suzuki GSX-R1000 K6 | 9    | +54.703   | 37º     |       |

#### Ritirati
| Nº  | Pilota             | Squadra                | Motocicletta       | Giri | Griglia |
| --- | ------------------ | ---------------------- | ------------------ | ---- | ------- |
| 312 | Luca Scassa        | MV Agusta              | MV Agusta F4 312 R | 6    | 4º      |
| 14  | Lorenzo Baroni     | Team Sterilgarda       | Ducati 1098S       | 6    | 5º      |
| 86  | Ayrton Badovini    | Biassono Racing        | MV Agusta F4 312 R | 3    | 3º      |
| 99  | Danilo Dell'Omo    | UnionBike Gimotorsport | MV Agusta F4 312 R | 3    | 15º     |
| 58  | Robert Gianfardoni | RG Team                | Yamaha YZF-R1      | 3    | 39º     |
| 29  | Niccolò Rosso      | Team Sterilgarda       | Ducati 1098S       | 3    | 35º     |
| 77  | Barry Burrell      | MS Racing              | Honda CBR1000RR    | 0    | 32º     |

### Superstock 600

#### Arrivati al traguardo
| Pos. | Nº  | Pilota             | Squadra                       | Motocicletta    | Giri | Tempo     | Griglia | Punti |
| ---- | --- | ------------------ | ----------------------------- | --------------- | ---- | --------- | ------- | ----- |
| 1º   | 21  | Maxime Berger      | Team Trasimeno                | Yamaha YZF-R6   | 10   | 17'04.734 | 2º      | 25    |
| 2º   | 119 | Michele Magnoni    | Bevilacqua Corse              | Yamaha YZF-R6   | 10   | +0.596    | 1º      | 20    |
| 3º   | 29  | Marco Bussolotti   | MRC Team                      | Yamaha YZF-R6   | 10   | +7.742    | 5º      | 16    |
| 4º   | 37  | Giuliano Gregorini | M2 Racing                     | Yamaha YZF-R6   | 10   | +7.903    | 3º      | 13    |
| 5º   | 8   | Andrea Antonelli   | Italia Megabike AX 52         | Honda CBR600RR  | 10   | +8.293    | 4º      | 11    |
| 6º   | 57  | Kenny Tirsgaard    | TKR Suzuki Switzerland        | Suzuki GSX-600R | 10   | +14.342   | 12º     | 10    |
| 7º   | 7   | Renato Costantini  | Italia Megabike AX 52         | Honda CBR600RR  | 10   | +14.711   | 11º     | 9     |
| 8º   | 75  | Dennis Sigloch     | Peko Racing                   | Yamaha YZF-R6   | 10   | +14.950   | 14º     | 8     |
| 9º   | 24  | Daniele Beretta    | Cruciani Moto Suzuki Italia   | Suzuki GSX-600R | 10   | +15.423   | 10º     | 7     |
| 10º  | 30  | Michaël Savary     | Millet Yamaha                 | Yamaha YZF-R6   | 10   | +18.944   | 17º     | 6     |
| 11º  | 99  | Roy Ten Napel      | MQP Racing                    | Yamaha YZF-R6   | 10   | +19.259   | 7º      | 5     |
| 12º  | 81  | Patrik Vostarek    | Intermoto Czech Klaffi        | Honda CBR600RR  | 10   | +19.289   | 15º     | 4     |
| 13º  | 111 | Michal Sembera     | EAB Ten Kate Honda            | Honda CBR600RR  | 10   | +28.474   | 16º     | 3     |
| 14º  | 55  | Vincent Lonbois    | MTM Racing                    | Suzuki GSX-600R | 10   | +28.793   | 20º     | 2     |
| 15º  | 44  | Gino Rea           | Beowulf Racing.com            | Suzuki GSX-600R | 10   | +30.060   | 26º     | 1     |
| 16º  | 88  | Gianluca Capitini  | DC Management Group Srl       | Yamaha YZF-R6   | 10   | +34.412   | 23º     |       |
| 17º  | 43  | Daniele Rossi      | Rumi Azione Corse             | Honda CBR600RR  | 10   | +34.970   | 18º     |       |
| 18º  | 22  | Gabriele Poma      | Team Trasimeno                | Yamaha YZF-R6   | 10   | +35.169   | 19º     |       |
| 19º  | 47  | Eddi La Marra      | Team Lorini                   | Honda CBR600RR  | 10   | +35.684   | 22º     |       |
| 20º  | 41  | Gregory Junod      | O SIX                         | Kawasaki ZX-6RR | 10   | +36.263   | 21º     |       |
| 21º  | 48  | Vladimir Leonov    | Vector Racing Yamaha          | Yamaha YZF-R6   | 10   | +39.948   | 27º     |       |
| 22º  | 72  | Alex Gault         | Mist Suzuki                   | Suzuki GSX-600R | 10   | +40.742   | 25º     |       |
| 23º  | 28  | Yannick Guerra     | Holiday Gym SBK               | Yamaha YZF-R6   | 10   | +46.310   | 28º     |       |
| 24º  | 10  | Leon Hunt          | CRS Grand Prix                | Honda CBR600RR  | 10   | +51.344   | 24º     |       |
| 25º  | 26  | Ronan Quarmby      | Lightspeed-Kawasaki Supported | Kawasaki ZX-6RR | 10   | +1'14.274 | 32º     |       |
| 26º  | 25  | Ryan Taylor        | Lightspeed-Kawasaki Supported | Kawasaki ZX-6RR | 10   | +1'14.443 | 30º     |       |
| 27º  | 65  | Tomas Svitok       | Gold Fren Team Erinac         | Kawasaki ZX-6RR | 10   | +1'14.771 | 31º     |       |

#### Ritirati
| Nº  | Pilota           | Squadra             | Motocicletta  | Giri | Griglia |
| --- | ---------------- | ------------------- | ------------- | ---- | ------- |
| 114 | Nicolas Pirot    | Zone Rouge          | Yamaha YZF-R6 | 8    | 29º     |
| 32  | Danilo Petrucci  | Imperiale Moto      | Yamaha YZF-R6 | 6    | 13º     |
| 89  | Domenico Colucci | Ducati Xerox Junior | Ducati 749R   | 3    | 8º      |
| 20  | Sylvain Barrier  | Coutelle Junior     | Yamaha YZF-R6 | 1    | 6º      |
| 4   | Mathieu Gines    | Yamaha-Moto 1       | Yamaha YZF-R6 | 0    | 9º      |